# Schizomitrium frateri
Schizomitrium frateri là một loài Rêu trong họ Hookeriaceae. Loài này được (Broth. & Watts) H.A. Mill., H. Whittier & B. Whittier mô tả khoa học đầu tiên năm 1978.